# Aeroportul Kilwa Masoko
Aeroportul Kilwa Masoko (IATA: KIY, ICAO: HTKI) este un aeroport din Regiunea Lindi, Tanzania. Aeroportul a fost tranzitat în decembrie 2017 de 22 de pasageri.
Situat la o altitudine de 18 m, aeroportul dispune de o singură pistă. Este operat de Tanzania Airports Authority⁠(d).